# Parascleropilio fernandezi
Parascleropilio fernandezi es una especie de Opiliones de la familia Phalangiidae.

## Distribución geográfica
Es endémica de La Gomera y Tenerife, en las islas Canarias (España).